# Europaminister
Europaminister er en titel, som findes i en række europæiske lande, bl.a. Storbritannien, Frankrig og  Sverige, hvor Europaministrene varetager opgaver, der har tilknytning til EU. I Danmark har titlen midlertidigt været tildelt Bertel Haarder uden portefølje i 2002 under det danske EU-formandskab i andet halvår 2002.
Den 3. oktober 2011 blev der for første gang i Danmarkshistorien udnævnt en officiel dansk Europaminister i regeringen Helle Thorning-Schmidt. Posten tilfaldt Nicolai Wammen (S). I 2013 overgik sagsområdet til Nick Hækkerup, der fik titel af Handels- og europaminister.

## Markedsminister 1966 – 1977
- 21. september 1966 – 1. oktober 1967 var handelsminister Tyge Dahlgaard (U.P.) tillige minister for nordiske anliggender samt europæiske anliggender.
- 1. oktober 1967 – 2. februar 1968 var økonomiminister Ivar Nørgaard (S) tillige minister for europæiske markedsanliggender.
- 2. februar 1968 – 11. oktober 1971 var Poul Nyboe Andersen (V) økonomiminister og minister for nordiske anliggender samt europæiske markedsanliggender
- 11. oktober 1971 – 5. oktober 1972 var Ivar Nørgaard (S) minister for udenrigsøkonomi, europæiske markedsanliggender samt nordiske anliggender.
- 5. oktober 1972 – 6. december 1973 (fungerede til 19. december 1973) var Ivar Nørgaard (S) minister for udenrigsøkonomi, europæiske markedsanliggender samt nordiske anliggender.
- 19. december 1973  –  29. januar 1975 (fungerede til 13. februar 1975) var Poul Nyboe Andersen (V) økonomiminister og handelsminister.
- 13. februar 1975 – 26. februar 1977 var Ivar Nørgaard (S) minister for udenrigsøkonomi og for nordiske anliggender.

## Europaministre 2001 – 2014
- 27. november 2001 – 1. januar 2003 var Bertel Haarder (V) (minister for flygtninge, indvandrere og integration) også minister uden portefølje med henblik på at bistå udenrigsministeren med især opgaver i forbindelse med varetagelsen af Danmarks formandskab for Den Europæiske Union.
- 3. oktober 2011 – 9. august 2013 var Nicolai Wammen Europaminister.
- 9. august 2013 – 3. februar 2014 var Nick Hækkerup Handels- og europaminister.